# Lars Engberg
Lars Engberg (* 27. Januar 1943; † 17. Februar 2017) war ein dänischer sozialdemokratischer Politiker. Er war Oberbürgermeister von Kopenhagen von Oktober 2004 (Rücktritt seines Amtsvorgängers Jens Kramer Mikkelsen) bis zu den Kommunalwahlen im Dezember 2005, bei denen Ritt Bjerregaard gewann.